# Дюбрюкс, Поль
По́ль Дюбрю́кс (фр. Paul Célestin Augustin Du Brux, Поль Селесте́н Огюсте́н Дюбрю; рус. Павел Алексеевич Дюбрюкс; 1770—1835) — французский (люксембургский) археолог-любитель, который провёл первые исследования археологических памятников в окрестностях Керчи, в том числе раскопал первый царский скифский курган Куль-Оба. Вместе с керченским градоначальником И. А. Стемпковским стоял у истоков Керченского музея древностей.

## Биография
Поль Дюбрюкс родился 31 августа 1770 года в Жамуэни (герцогство Люксембург) в дворянской семье бретонского офицера Дюбрю (Dubru / Dubreu). По примеру отца поступил на службу в егерский корпус французского короля. Во время французской революции с отцом и братом покинул дом и вступил в корпус роялистов, где участвовал в боевых действиях в контрреволюционной армии под командованием принца Конде.
После выхода в отставку поселился на западе Волыни, которая по третьему разделу Речи Посполитой отошла к России. Испытывая финансовые трудности, Дюбрюкс вынужден был зарабатывать своими знаниями, подрабатывая домашним учителем. Позднее он переехал в Петербург, откуда в 1811 году перебрался в Керчь. В Керчи сначала был начальником керченской таможни. В 1812 г. во время чумы он был в Еникале комиссаром по медицинской части. C 1817 года был назначен начальником соляных промыслов и озёр.
К археологическим раскопкам боспорских древностей приступил в 1816 году с разрешения таврического губернатора А. М. Бороздина на субсидию генерал-губернатора А. Ф. Ланжерона в 100 рублей. В следующем году вёл исследования уже на средства государственного канцлера графа Н. П. Румянцева (100 рублей). Затем его раскопки финансировала императорская семья. Первым исследовал античные города Мирмекий и Пантикапей.
Дюбрюкс составлял записки по археологии и географии Киммерии, которые, впрочем, остались при его жизни неизданными. Собранная им коллекция легла в основу Керченского музея древностей, открытого 2 (14) июня 1826 года в его же доме. Похоронен на вершине горы Митридат в Керчи (могила не сохранилась).
В 1854 с переизданием в 1892 году вышла книга «Древности Боспора Киммерийского» Соломона Рейнах «в память о Поле Дюбрюкс создателю Боспоранской Археологии», где он описывает Дебрюкса человеком «сердечным, доброй воли… его самым заветным желанием, как он писал, было, чтобы его работы однажды были полезны другим, „которые воспользуются ими в целях археологической истины“»